# James Meredith
James Gregory Meredith (Albury, 1988. április 4. –) ausztrál válogatott labdarúgó, az ausztrál Macarthur játékosa.

## Pályafutása

### Klubcsapatban
2004-ben 16 évesen került az angol Derby County akadémiájára. 2006. július 19-én profi szerződést írt alá a klubbal, amely két évre szólt. október 19-én egy hónapra kölcsönbe került a Cambridge United csapatához. Az Oxford United csapata ellen mutatkozott be. 2007 januárjában újabb egy hónapos kölcsönszerződést írt alá, de ekkor már a Chesterfield csapatával. A Tranmere Rovers ellen 2–0-ra elvesztett találkozón mutatkozott be.
Július 1-jén az ír Sligo Rovers csapatához igazolt. Augusztus 24-én a Galway United ellen debütált. A klubnál töltött időszaka alatt 4 bajnokin lépett pályára. 2008 januárjában aláírt két és fél évre a Shrewsbury Townhoz. 2009 májusában a Telford United játékosa lett kölcsönben. A hónap végén lejárt a szerződése és csatlakozott a York City klubjához. 2012. június 29-én 2 évre írt alá a Bradford City csapatához. 2017. május 29-én aláírt a Millwall-hez. 2019. július 31-én közös megegyezéssel felbontotta a klubbal a szerződését. Szeptember 27-én egy évre szerződtette az ausztrál Perth Glory csapata. 2020 decemberében a Macarthur csapata szerződtette.

### A válogatottban
2015. november 12-én mutatkozott be a Kirgizisztán elleni világbajnoki selejtező mérkőzésen, amelyet 3–0-ra megnyertek. Öt nappal később Banglades elleni selejtező mérkőzésen 57 percet töltött a pályán.

## Sikerei, díjai
- York City
  - FA Trophy: 2011–12